# بیست‌ویک داستان
بیست‌ویک داستان (به انگلیسی: Twenty-One Stories)، که در زبانِ فارسی به نامِ اتاق زیرزمین: بیست‌ویک داستان کوتاه شناخته می‌شود، یک مجموعهٔ داستانِ کوتاه از گراهام گرین است.